# Поліська сільська рада (Городнянський район)
Полі́ська сільська́ ра́да — адміністративно-територіальна одиниця та орган місцевого самоврядування в Городнянському районі Чернігівської області. Адміністративний центр — село Полісся.

## Загальні відомості
Поліська сільська рада утворена у 1987 році.
- Територія ради: 28,507 км²
- Населення ради: 334 особи (станом на 2001 рік)

## Населені пункти
Сільській раді підпорядковані населені пункти:
- с. Полісся

## Склад ради
Рада складається з 12 депутатів та голови.
- Голова ради: Пошенко Анатолій Володимирович
- Секретар ради: Турок Дюдмила Луківна

### Керівний склад попередніх скликань
| Прізвище, ім'я, по батькові    | Основні відомості                                                         | Дата обрання | Дата звільнення |
| ------------------------------ | ------------------------------------------------------------------------- | ------------ | --------------- |
| Пошенко Анатолій Володимирович | Сільський голова, 1962 року народження, освіта вища, безпартійний         | 26.03.2006   | 31.10.2010      |
| Пошенко Анатолій Володимирович | Сільський голова, 1962 року народження, освіта вища, член Партії регіонів | 31.10.2010   |                 |

Примітка: таблиця складена за даними сайту Верховної Ради України

### Депутати
За результатами місцевих виборів 2010 року депутатами ради стали:

#### За суб'єктами висування
| Суб'єкт висування                                       | Кількість обраних депутатів | %    |
| ------------------------------------------------------- | --------------------------- | ---- |
| Партія регіонів                                         | 5                           | 41,7 |
| Самовисування                                           | 3                           | 25   |
| Народна партія                                          | 1                           | 8,3  |
| Політична партія Всеукраїнське об'єднання «Батьківщина» | 1                           | 8,3  |
| Політична партія «Сила і честь»                         | 1                           | 8,3  |
| Політична партія «Сильна Україна»                       | 1                           | 8,3  |

#### За округами
| № округу                                                | Прізвище, ім'я, по батькові  | Дата визнання обраним | Освіта             | Партійна приналежність                        | Відомості про обраного депутата                    |
| ------------------------------------------------------- | ---------------------------- | --------------------- | ------------------ | --------------------------------------------- | -------------------------------------------------- |
| Народна Партія                                          |                              |                       |                    |                                               |                                                    |
| 6                                                       | Нагорний Анатолій Леонідович | 02.11.2010            | середня            | позапартійний                                 | Укртелеком, електромонтер                          |
| Партія регіонів                                         |                              |                       |                    |                                               |                                                    |
| 1                                                       | Брик Ігор Васильович         | 02.11.2010            | середня            | член Партії регіонів                          | тимчасово не працює                                |
| 2                                                       | Турок Людмила Луківна        | 02.11.2010            | середня            | позапартійна                                  | Поліська сільська рада, секретар                   |
| 7                                                       | Россол Людмила Василівна     | 02.11.2010            | середня            | член Партії регіонів                          | Поліський фельдшерсько-акушерський пункт, фельдшер |
| 9                                                       | Мемех Валентина Михайлівна   | 02.11.2010            | середня спеціальна | член Партії регіонів                          | пенсіонер                                          |
| 10                                                      | Росол Валентина Григорівна   | 02.11.2010            | середня            | член Партії регіонів                          | пенсіонер                                          |
| Політична партія Всеукраїнське об'єднання «Батьківщина» |                              |                       |                    |                                               |                                                    |
| 11                                                      | Россол Марія Михайлівна      | 02.11.2010            | середня            | член Всеукраїнського об'єднання «Батьківщина» | Бутівське відділення зв'язку, листоноша            |
| Політична партія «Сила і Честь»                         |                              |                       |                    |                                               |                                                    |
| 3                                                       | Росол Людмила Яківна         | 02.11.2010            | середня            | член Політичної партії «Сила і Честь»         | тимчасово не працює                                |
| Політична партія «Сильна Україна»                       |                              |                       |                    |                                               |                                                    |
| 4                                                       | Науменко Надія Григорівна    | 02.11.2010            | середня            | член Політичної партії «Сильна Україна»       | Мощенське ССТ, продавець                           |
| Самовисування                                           |                              |                       |                    |                                               |                                                    |
| 5                                                       | Шкут Валентина Віталіївна    | 02.11.2010            | середня            | член Всеукраїнського об'єднання «Батьківщина» | тимчасово не працює                                |
| 8                                                       | Заяць Лілія Олександрівна    | 02.11.2010            | середня            | позапартійна                                  | тимчасово не працює                                |
| 12                                                      | Щербак Наталія Олександрівна | 02.11.2010            | середня            | позапартійна                                  | тимчасово не працює                                |